# Pёtr Popov
Pёtr Gerasimovič Popov (in russo Пётр Герасимович Попов?; Mosca, 4 gennaio 1898 – Malyn, 8 maggio 1965) è stato un allenatore di calcio e calciatore sovietico, di ruolo difensore.

## Biografia
Padre di Aleksandr (1933), ha partecipato sia alla guerra civile russa sia alla seconda guerra mondiale. Da calciatore, ha giocato anche con Krasnaja Presnja Mosca, Piščevik Mosca, Spartak Mosca e Burevestnik Mosca. Ha allenato, tra le altre squadre, Burevestnik, Piščevik e Spartak Mosca, oltre ai kazaki dello Spartak ad Alma-Ata e dello Shaktyor di Karaganda.
Parallelamente alla carriera nel calcio, ha allenato anche squadre di hockey su ghiaccio maschile e femminile e di sci. In diversi periodi negli anni venti, è stato un insegnante di educazione fisica al club sportivo del Cremlino di Mosca, per poi continuare a insegnare educazione fisica tra Mosca, la Repubblica Socialista Sovietica Kazaka e quella Ucraina.
Da manager, conquista un double alla guida dello Spartak Mosca nel 1939: vince la coppa a settembre contro lo Stalinec' Leningrado (3-1) e due mesi dopo, la squadra batte la concorrenza della Dinamo Tbilisi vincendo anche il campionato sovietico.

## Palmarès
- Campionato sovietico: 1

Spartak Mosca: 1939
- Coppa dell'URSS: 1

Spartak Mosca: 1939